# DDX39B
DDX39B (англ. DExD-box helicase 39B) – білок, який кодується однойменним геном, розташованим у людей на короткому плечі 6-ї хромосоми. Довжина поліпептидного ланцюга білка становить 428 амінокислот, а молекулярна маса — 48 991.
| 10         |  | 20         |  | 30         |  | 40         |  | 50         |
| ---------- |  | ---------- |  | ---------- |  | ---------- |  | ---------- |
| MAENDVDNEL |  | LDYEDDEVET |  | AAGGDGAEAP |  | AKKDVKGSYV |  | SIHSSGFRDF |
| LLKPELLRAI |  | VDCGFEHPSE |  | VQHECIPQAI |  | LGMDVLCQAK |  | SGMGKTAVFV |
| LATLQQLEPV |  | TGQVSVLVMC |  | HTRELAFQIS |  | KEYERFSKYM |  | PNVKVAVFFG |
| GLSIKKDEEV |  | LKKNCPHIVV |  | GTPGRILALA |  | RNKSLNLKHI |  | KHFILDECDK |
| MLEQLDMRRD |  | VQEIFRMTPH |  | EKQVMMFSAT |  | LSKEIRPVCR |  | KFMQDPMEIF |
| VDDETKLTLH |  | GLQQYYVKLK |  | DNEKNRKLFD |  | LLDVLEFNQV |  | VIFVKSVQRC |
| IALAQLLVEQ |  | NFPAIAIHRG |  | MPQEERLSRY |  | QQFKDFQRRI |  | LVATNLFGRG |
| MDIERVNIAF |  | NYDMPEDSDT |  | YLHRVARAGR |  | FGTKGLAITF |  | VSDENDAKIL |
| NDVQDRFEVN |  | ISELPDEIDI |  | SSYIEQTR   |  |            |  |            |

A: Аланін

C: Цистеїн

D: Аспарагінова кислота

E: Глутамінова кислота

F: Фенілаланін

G: Гліцин

H: Гістидин

I: Ізолейцин

K: Лізин

L: Лейцин

M: Метіонін

N: Аспарагін

P: Пролін

Q: Глутамін

R: Аргінін

S: Серин

T: Треонін

V: Валін

Кодований геном білок за функціями належить до гідролаз, геліказ, фосфопротеїнів. 
Задіяний у таких біологічних процесах, як процесинг мРНК, сплайсинг мРНК, транспорт, транспорт мРНК, ацетилювання, альтернативний сплайсинг. 
Білок має сайт для зв'язування з АТФ, нуклеотидами, РНК. 
Локалізований у цитоплазмі, ядрі.